# عاشت للحب (فلم)
عاشت للحب هو فيلم مصري عُرض في عام 1959 مقتبس عن رواية شجرة اللبلاب للأديب المصري الراحل محمد عبد الحليم عبد الله.

## قصة
تدور الأحداث حول حسني والذي يعاني من عقدة تجاه النساء منذ الصغر، جعلته لا يثق بأي امرأة، يسافر إلى القاهرة للدراسة حيث يتعرف على جارته زينب، ويبدأ في حبها، حتى يقيما علاقة، فيفقد الثقة بها، وتعود العقدة القديمة، فهل سيتخلى عن زينب، أم سينتصر حبه.

## طاقم العمل
- كمال حسين
- حسين عسر: حافظ
- عبد العزيز حمدي: مطاوع
- هيرمين
- مارى عز الدين
- عزيزة حلمي
- سمير شديد: محسن
- ليلى طاهر: رشيدة
- وداد حمدي: الخادمة نبوية
- زبيدة ثروت: زينب
- كوثر رمزي
- كمال الشناوي: حسني
- سلوى محمود: بمبة زوجة الاب
- عبد الله غيث
- محمد شوقي
- رفعت عزو: طفل
- هناء عبد الفتاح